# Провінція Хамгьон
Провінція Хамгьон (кор. 咸鏡道, 함경도, Хамгьондо) — одна з восьми провінцій Кореї під час правління династії Чосон. Розташована на північному сході Корейського півострова. Центральним містом провінції було Хамхин. 

## Історія
1413 року на території провінції Хамгьон існувала провінція Йонгіль (кор. 永吉道, 영길도). 1416 року вона була перейменована на Хамгіль (кор. 咸吉道, 함길도), а 1470 року — на Йонан (кор. 永安道, 영안도). 1509 року вона отримала назву Хамгьон, що походила від перших букв головних міст — Хамхина (кор. 咸興, 함흥) і Кьонсона (кор. 鏡城, 경성).
Протягом 15 — 17 століть провінція зазнавала періодичних нападів чжурчженів.
1895 року провінція була розформована, а на її місці були створені райони:
- Кьонсон  (кор. 鏡城府, 경성부, Кьонсонбу) у північно-східній частині
- Капсан (кор. 甲山府, 갑산부, Капсанбу) у північно-західній частині
- Хамхин (кор. 咸興府, 함흥부, Хамхинбу) у південній частині

1896 року райони Капсан і Хамхин утворили провінцію Хамгьон-Намдо, а Кьонсон — провінцію Хамгьон-Пукто. Зараз обидві провінції входять до складу Північної Кореї.

## Географія
На півночі провінція Пхьонан межувала з Маньчжурією, на заході — з провінцією Пхьонан, на півдні — з провінціями Хванхе і Канвон, а на заході омивалася Японським морем. 
Ландшафт переважно гірський.
Регіональна назва для Чхунчхону — «Кванбук», хоча це слово зараз практично не використовується. 